# Marija Kasimirowna Juschnewskaja

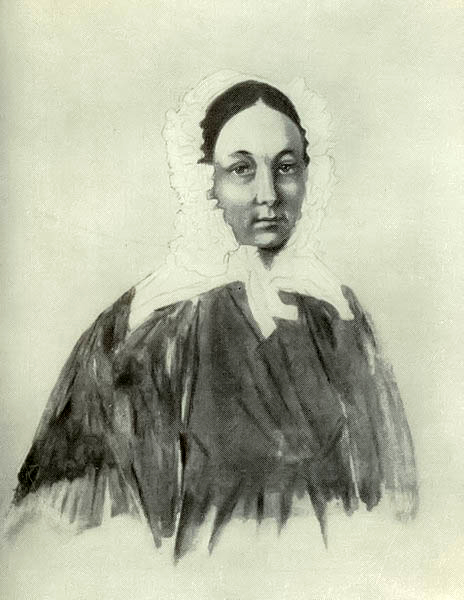
Nikolai Alexandrowitsch Bestuschew um 1839: Marija Juschnewskaja

Marija Kasimirowna Juschnewskaja (russisch Мария Казимировна Юшневская, wiss. Transliteration Marija Kazimirovna Jušnevskaja; * 1790; † 1863 in Kiew) war die Ehefrau von Alexei Anastasjew und darauf die des Dekabristen Alexei Juschnewski.

## Leben
Marija wurde in der Familie des Kaufmanns Kasimir Pawlowitsch Krulikowski, Proviantmeister bei der moldauischen Armee, geboren. Sie wurde von Hauslehrern erzogen. Aus ihrer ersten Ehe mit Alexei Anastasjew hatte sie eine Tochter – Sofja Alexejewna Anastasjewa.  Marija ließ sich scheiden und heiratete 1812 Alexei Juschnewski.
1829 wurde ihrem Antrag, dem Ehemann in die sibirische Verbannung zu folgen, entsprochen. Der Tochter wurde die Reise nicht gestattet. Die Dekabristen waren im Sommer 1830 auf dem Marsch vom Ostrog Tschita zur Katorga Peter-Hütte unterwegs. Ein Umweg führte die Gefangenen über Werchne-Udinsk. Auf jenem Weg nach Werchne-Udinsk erreichte Marija ihren Mann. Die Fürstin Wolkonskaja erinnert sich: „...traf Frau Juschnewskaja ein, eine ältere Dame. Sie war von Moskau aus sechs Monate lang unterwegs gewesen, hatte überall die Reise unterbrochen, weil sie in jeder Stadt Bekannte hatte und ihr zu Ehren Feste und Bootsfahrten veranstaltet wurden. Als sie sich unterwegs lange genug amüsiert hatte und erfuhr, daß Baronesse Rosen bereits in Werchne-Udinsk eingetroffen war, mietete sie eine Postkutsche, sauste schnell wie der Blitz an unserer Karawane vorbei und hielt vor der Bauernkate, wo ihr Mann sie erwartete. Sie … hatte schon schneeweißes Haar, sich aber dennoch ihre jugendliche Heiterkeit bewahrt.“
Bis 1839 lebte das Ehepaar Juschnewski in Peter-Hütte. Darauf wurde Marijas Mann freigelassen und im Umkreis von Irkutsk in einem Dorf nach dem andern zwangsangesiedelt. Das Paar lebte weiterhin zusammen – zuletzt ab 1841 in Raswodnaja. Den Lebensunterhalt verdienten sich beide, indem sie vor allem Schulkinder von Kaufleuten unterrichteten. 1844 – nach dem Tode ihres Mannes – wollte Marija auf ihr Gut ins Gouvernement Kiew heimkehren. Der Antrag wurde abgelehnt. Marija musste sich bis zur Einreiseerlaubnis ins europäische Russland im Jahr 1855 als Lehrerin in Kjachta, Irkutsk und Nowosselenginsk durchschlagen.

## Familie
Die Tochter Sofja heiratete Carl Christian Philipp Reichel